# Netelia zhejiangensis
Netelia zhejiangensis là một loài tò vò trong họ Ichneumonidae.